# Epidendrum zunigae
Epidendrum zunigae är en orkidéart som beskrevs av Hágsater, Karremans och Bogarín. Epidendrum zunigae ingår i släktet Epidendrum och familjen orkidéer.
Artens utbredningsområde är Costa Rica. Inga underarter finns listade i Catalogue of Life.